# بازار نراق
مجموعه بازار نراق مربوط به دوره قاجار است و در نراق، بافت تاریخی شهر واقع شده و این اثر در تاریخ ۲۲ آبان ۱۳۶۲ با شمارهٔ ثبت ۱۶۴۵ به‌عنوان یکی از آثار ملی ایران به ثبت رسیده است.